# Разлог
Разлог — місто в Південно-західній Болгарії, Благоєвградської області, адміністративний центр общини Разлог. Розташоване в долині Разлогу, сучасну назву отримало 26 березня 1925 року. До цієї дати місто мало назву Мехомія.
У місті перебуває одне із чотирьох архієрейських намісництв Неврокопської єпархії БПЦ.

## Населення
За даними перепису населення 2011 року у місті проживали 11 960 осіб.
Національний склад населення міста:
| Національність   | Кількість осіб | Відсоток |
| ---------------- | -------------- | -------- |
| болгари          | 10764          | 94,8 %   |
| цигани           | 488            | 4,3 %    |
| турки            | 5              | < 0,1 %  |
| інша             | 39             | 0,3 %    |
| не визначились   | 64             | 0,6 %    |
| Всього відповіли | 11360          |          |

Розподіл населення за віком у 2011 році:
Динаміка населення:

## Географія

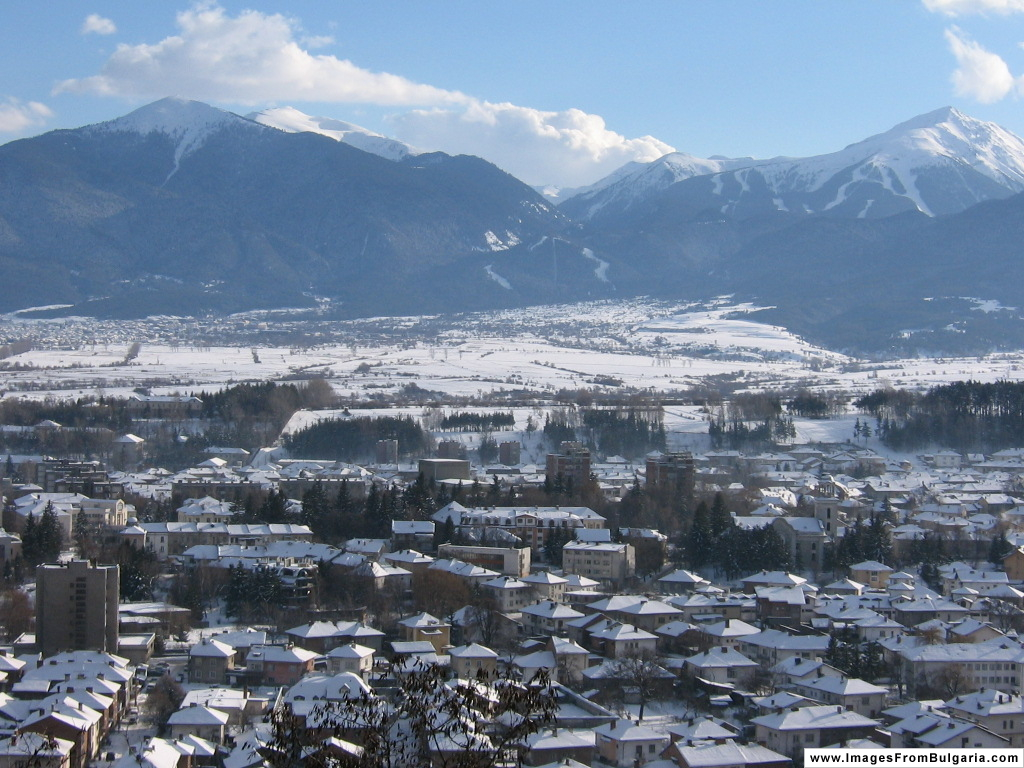
Вид на місто

Разлог розташований у центрі Разлогської долини, між трьома горами — Рилою, Пірином і Родопами. На півдні — місто Бансько, на південний схід — Добриниште, а на північний схід — Белиця і Якоруда.

## Історія

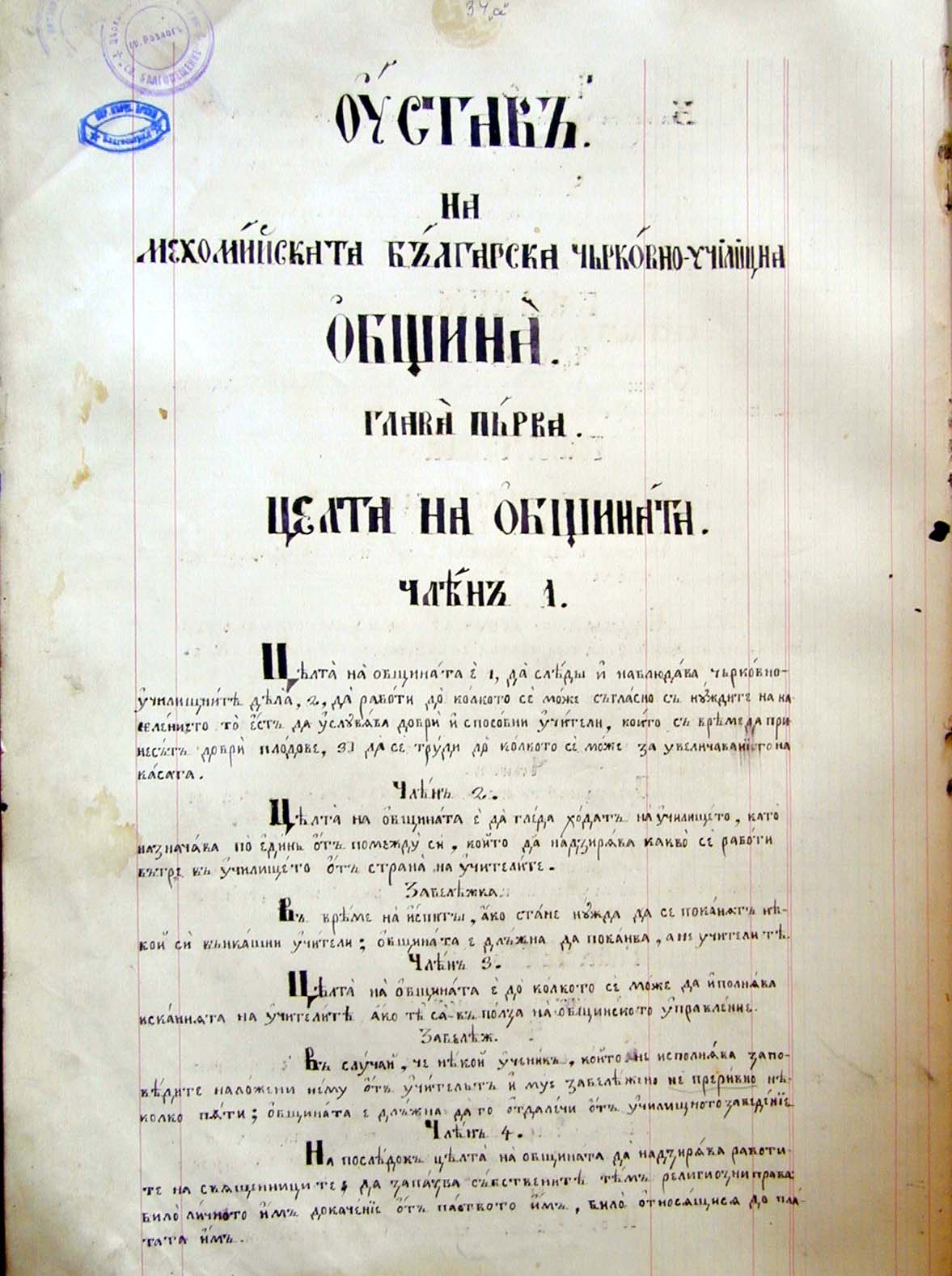
Статут муніципалітету Болгарії Мехомія

На 7 км від сучасного міста, в місцевості «Бетолотово» знайдені залишки церкви з V століття. У місцевості «Катаріно» розташовані сліди іншої ранньохристиянської церкви 5—6 ст.
Вперше назва «Разлог» згадується в письмових джерелах в 1019 р. у подарунковому посвідченні візантійського імператора Василя II Болгаробійця в складі Велбиждського єпископату.
Етимологія назви Мехомія незрозуміла і, ймовірно, фракійська.
У дев'ятнадцятому столітті Мехомія була змішаним християнсько-мусульманським поселенням у Неврокопській казі, Османської імперії.
У епоху Відродження в селі знаходився Рильський монастир. Таксидіотами тут були Харалампій і Йоасаф. Паломники з Мехомії, майже щороку жертвували монастирю готівку. Тільки в 1837 році вони подарували 9853 грошей милостині. З Мехомії монастир забезпечувався родзинками, рибою та іншим.
У «Етнографії вілайєтів Адріанополя, Монастира і Салоніків», опублікованій в Константинополі в 1878 р., відображається статистика чоловічого населення від 1873 року, Мехомія (Méhomia) вказана як село з 405 домогосподарствами, населення із 650 болгар і 450 помаків.
У 1891 році Георгій Стрезов написав про місто:
| « | Мехомія, паланка на північний захід від Неврокопа на 10 годин. Розташована на всьому рівні Разлогу, уздовж обох берегах річки, притоки Мести. Будинки не позначені; будинки в основному дерев'яні і двоповерхові. За своїм видом і місцем Мехомія уступає Бансько. Піщана земля, на якій найбільше виробляють жито і кукурудзу. Є всі майстри; у неділю є риноко, великий для Разлогу і досить насичений. Церква болгарська і одноповерхова стара школа з 3 викладачами і 180 учнями. 700 будинків, більше болгарських і менше помацьких. | » |

До кінця 19-го століття Мехомія вже була центром окремої кази Серського санджаку. За статистикою Василя Кинчова (« Македонія. Етнографія і статистика») до 1900 р. тут змішане болгаро-християнське і болгаро-мусульманське поселення. Налічується 3200 болгарських християн, 1460 болгар — мусульман, 80 турків, 30 волохів і 200 циган
У 1896 р. Гоце Делчев створив комітет ВМОРО в Разлозі. Під час Ілліден-Преображенського повстання 14 вересня 1903 року в місто увійшла група четників і почала повстанську діяльність разом з місцевими. Турецька армія і башибозуки нападають на місто і вбивають близько 45 осіб і спалюють близько 200 будинків. Частина місцевих болгар біжить до Болгарського князівства. За даними Неврокопського єпископату в 1907 році тут є 3235 болгар-християн. На початку Балканської війни 1912 року дев'яносто чотири людини з міста були добровольцями в Македонсько-одринському корпусі. Мехомія була звільнена з-під османського правління 11/24 жовтня 1912 р. частинами Родопського загону. Місцеве турецьке населення відступає з турецькими військами по долині річки Места. Деветоюнський переворот 1922 р. назначив першого комуністичного мера міста. У бунті 23 вересня казарми в Мехомії були захоплені повстанцями, і тільки один фельдфебель загинув. Після повстання багато повстанців покинули місто. З лідерів залишається тільки Костадин Патоков, що після вибуху в квітні 1925 року був узятий в полон разом з учителем Іваном Крачановим і вбитий в районі Бельова пагорба.

## Релігії
|  |  | Звертання від болгарського населення Мехомії до управителя Софийській губернії з проханням на визволення, 2 березня 1878 р. |

Разлог має одну з найбільших православних церков у Благоєвградській області — «Св. Благовіщення», а також кілька менших церков.
Наприкінці ХІХ — на початку ХХ століття була подана ініціатива будівництва нової церкви в місті Мехомія. Ще в 1911 році почалося будівництво в невільному від турків місті церкви «Св. Кирила і Мефодія», але воно зупиняється на стадії фундаменту. Будівництво розпочалося знову в 1924 році, але тепер в іншому місці з політичних причин. Храм був зведений і освячений в 1939 році митрополитом Борисом Неврокопським. Нова назва церкви — «Святе Благовіщення Богородичне» з'являється за наполяганням заможного разложанина на ім'я дід Благо. Повна завершення відбулося лише наприкінці 1990-х років. Церква побудована за зразком варненського Успенського собору і є одним з найбільш репрезентативних храмів у Піринському краї.
Близько у 3 км на південь від Разлога стоїть середньовічна церква «Свята Трійця». У місті існує церковна громада, яка є частиною Союзу євангельських конгрегаційних церков.

## Економіка
Основні промислові підприємства:
- виготовлення магнітних голівок і радарів
- меблева промисловість
- молочна промисловість
- м'ясопереробна промисловість
- будівництво
- транспорт
- ресторани, заклади швидкого харчування

## Державні установи
У місті Разлог є районна прокуратура, районний суд, районний відділ поліції, міська лікарня і центр екстреної медичної допомоги для чотирьох общин — Разлог, Бансько, Белиця і Якоруда. Місто має драматичну трупу при муніципальному культурному центрі «15 вересня 1903 року», і музей «Будинок Парапунова».

## Регулярні події
Однією з подій, якими славиться Разлог, є його новорічний карнавал. Все місто та представники кожного району беруть участь. Актори їхньою поведінкою та костюмами іронізують над знаменитими болгарськими особистостями. Карнавал — це своєрідний конкурс, і в його кінці є символічна нагорода для найдосвідченіших жартів і костюмів.
Хода йде навколо міста довго і постійно співає. На карнавалі можна побачити типових кукерів або чаушів. Костюм чаушів готується дуже довго і виготовляється з козячих шкір, страшної маски і однометрового високого конічного капелюха, що розміщується на голові, а важкі дзвони розміщуються на талії. Протягом грудня і на сам карнавал, 1 січня, вони ритуально ходять по місту на здоров'я і відганяють злі сили.
Місцеві дівчата одягаються як жінки, а хлопці як ерджені, а іноді й назад.

## Особи
У ХІХ — на початку ХХ століття місто було традиційним центром Разлогської долини. З Мехомії — революціонери Петро Лачинов, Володимир Каназірєв і Владислав Каназірев з великої родини Каназірєвих, а також драмський воєвода Мірчо Кіпров .

### Уродженці
- Олена Лагадінова (1930—2017) — болгарський агроном, генетичний інженер, політик.

## Туризм
З Разлогу туристи можуть відвідати кожну з трьох гір — Пірин, Рилу і Родопи, а на Пірині, приблизно в 14 км, знаходиться гірський притулок «П.K. Яворова». Через місто проходить вузькоколійка, що з'єднує місто Септемврі з містом Добриниште.

## Кухня
Одним з типових пряних страв є капама (зазвичай готується на Новий рік) зі свининою, телятиною, куркою, ковбасою, квашеною капустою, рисом, червоним вином, різними спеціями. Ще одною місцевою стравою є шуплата — страва з тіста та сиру, що нагадує катму.

## Спорт
«ВК Пірін Розлог» — одна з кращих команд Болгарії і постійний призер національного чемпіонату з волейболу. Команда використовує зал «Септемврі» в центрі міста. ФК ПІРІН 2002 є учасником професійної ліги Болгарії і грає свої домашні матчі на стадіоні місткістю 7 000 місць.